# Кочки (болото)
Кочки — болото в центральной части села Моховое Аннинского района Воронежской области России.
Болото образовано в старице реки Курлак от улицы Морозовка до улицы Чилишовка села Моховое. Несколько веков назад река Курлак поменяла русло, сделав его прямым в районе улицы Чилишовка. Образовалась старица Курлака, которая в полую воду соединяется с рекой протокой. Максимальная глубина болота составляет около двух метров, максимальная ширина — порядка 30 метров, длина — около полутора километров. Летом болото практически полностью пересыхает, оставляя небольшие ямы с водой.
На болоте обширно растёт камыш, рогоз. Весной из реки Курлак заходит рыба: карась, щука. Обитает водоплавающая птица.
Болото Кочки окружает одну из улиц села Моховое — улицу Куток, названную так из-за схожести своего расположения с углом, закутком. На восточном берегу болота, который является откосым, находится улица Старая Слободка села Моховое.
Болото названо так из-за сходства с колдыбами, неровностями, кочками, когда болото летом высыхает.